# We Shall Overcome
Pour le film, voir We Shall Overcome (film).

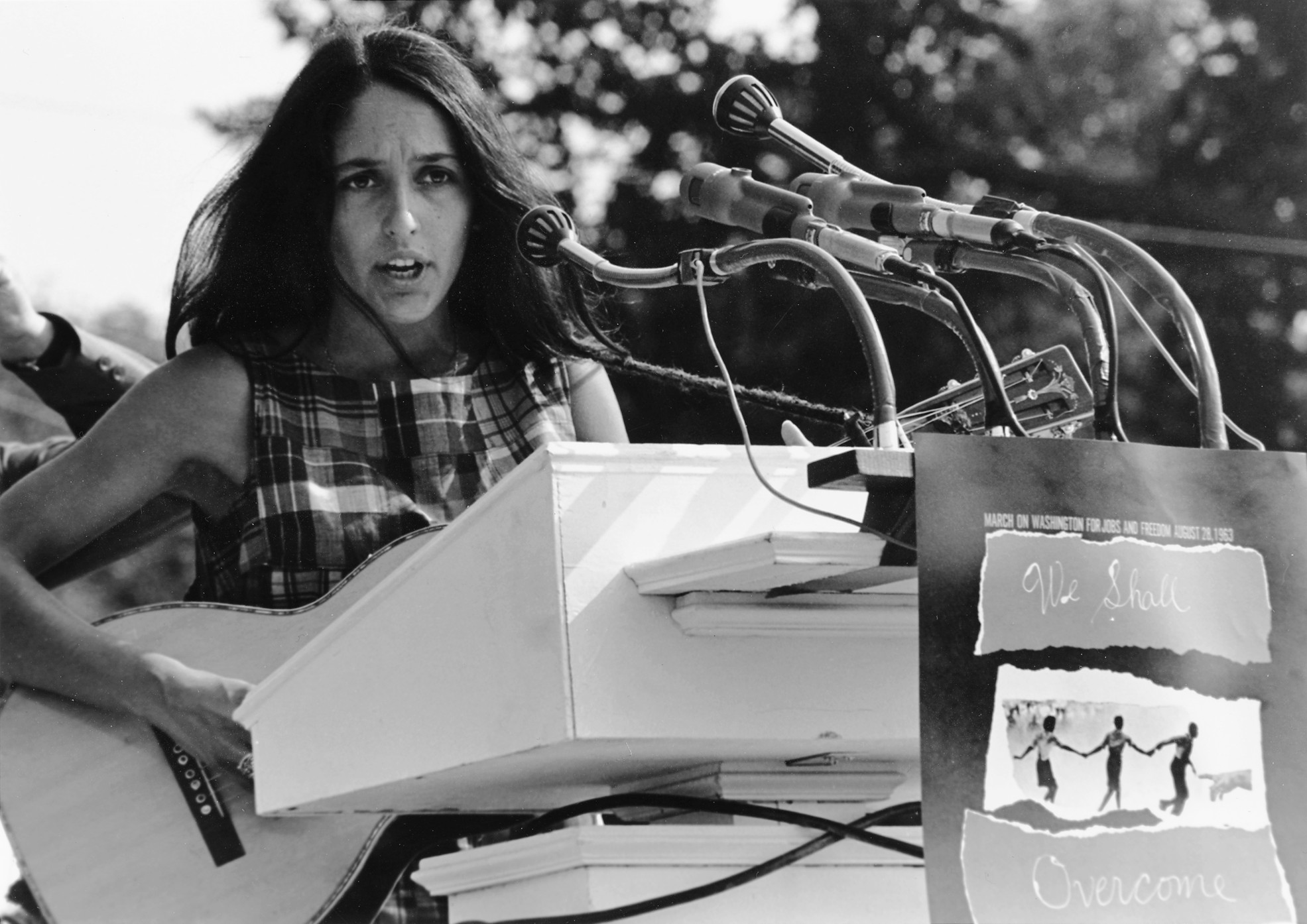
Joan Baez chantant We Shall Overcome en 1963 à Washington, D.C.

We Shall Overcome (« Nous triompherons ») est une protest song tirée d'un vieux gospel de Charles Albert Tindley (en) intitulé I'll Overcome Someday et paru pour la première fois en 1900 ou 1901,. La chanson est surtout célèbre pour avoir servi d'hymne lors des marches du Mouvement des droits civiques aux États-Unis.

## Histoire

### Origine
We Shall Overcome tire son origine d'un chant gospel intitulé I'll Overcome Some Day, écrit par le  révérend Charles Albert Tindley (en) et publié pour la première fois en 1901,. Pasteur renommé de l'Église épiscopale méthodiste, Tindley est l'auteur d'environ 50 hymnes évangéliques, dont We'll Understand It By and By et Stand By Me. Le texte publié porte l'épigraphe « Ye shall overcome if ye faint not » dérivé de l'Épître aux Galates (6: 9).
Les chansons de Tindley sont composées dans un dialecte enraciné dans les traditions folkloriques afro-américaines, utilisant des intervalles pentatoniques, avec suffisamment d'espace pour une interpolation improvisée, l'ajout de tierces et de septièmes « bleues », et comportant fréquemment de courts refrains auxquels la congrégation peut se joindre. Cependant, Tindley est important surtout en tant que parolier et poète. Ses paroles parlent directement aux sentiments de son public, dont beaucoup sont d'anciens esclaves, souvent pauvres, analphabètes et nouvellement arrivés dans le Nord. « Encore aujourd'hui, écrit le musicologue Horace Boyer, les pasteurs citent ses textes au milieu de leurs sermons comme s'il s'agissait de poèmes, ce qu'ils sont en effet ».
La structure de We Shall Overcome est influencée à la fois par le texte et la mélodie de I'll Overcome Some Day. L'air est modifié pour faire écho à la mélodie d'ouverture et de fin de No More Auction Block For Me, également connue sous le nom de son refrain Many Thousands Gone. Par coïncidence, Bob Dylan prétend qu'il a utilisé le même motif mélodique de No More Auction Block pour sa composition, Blowin' in the Wind.
La première moitié de We Shall Overcome ressemble aussi beaucoup au célèbre hymne catholique O Sanctissima, également connu sous le nom de The Sicilian Mariners Hymn, publié pour la première fois par un magazine londonien en 1792 et puis par un magazine américain en 1794 et largement diffusé dans les cantiques américains. La seconde moitié de We Shall Overcome est essentiellement le même air que l'hymne du xixe siècle I'll Be All Right. Comme Victor Bobetsky le résume dans son livre de 2015 : « We Shall Overcome doit son existence à de nombreux antécédents et aux constantes variations et adaptations qui caractérisent le processus de la musique folk ».

### Chanson protestataire
La version moderne de la chanson aurait été chantée pour la première fois par des ouvrières du tabac, dirigés par Lucille Simmons lors d'une grève en 1945 à Charleston, en Caroline du Sud. En 1947, la chanson est publiée sous le titre We Will Overcome dans une édition du People's Songs Bulletin (une publication de People's Songs, une organisation dont Pete Seeger est le directeur), à titre de contribution et avec une introduction de Zilphia Horton, alors directrice musicale de la Highlander Folk School de Monteagle, au Tennessee (une école de formation des adultes qui a formé les délégués syndicaux). Horton prétend qu'elle a appris la chanson de Simmons et qu'elle la considère comme sa chanson préférée. Elle l'enseigne à beaucoup d'autres, y compris Pete Seeger, qui l'inclut dans son répertoire, de même que de nombreux autres chanteurs activistes, tels que Frank Hamilton (en).
Joe Glazer (en), avec son groupe Elm City Four, est le premier à l'enregistrer en 1950 dans son album Eight New Songs for Labor publié par le département de l'éducation et de la recherche du CIO. Au cours d'une tournée du syndicat dans le Sud, Glazer enseigne la chanson au chanteur country Texas Bill Strength, qui grave une version sortie par 4-Star Records
.

### Défense des droits civiques
La chanson a été associée au mouvement des droits civiques à partir de 1959, lorsque Guy Carawan est intervenu avec sa version et celle de Seeger en tant que leader de la chanson à Highlander, qui était alors axée sur l'activisme non violent des droits civils. Il est rapidement devenu l'hymne non officiel du mouvement. Seeger et d'autres chanteurs célèbres du début des années 1960, tels que Joan Baez, ont chanté la chanson lors de rassemblements, de festivals folkloriques et de concerts dans le Nord et ont contribué à sa diffusion. Depuis qu'elle a pris de l'importance, la chanson et les chansons qui en découlent ont été utilisées dans diverses manifestations à travers le monde.

### Copyright
Le copyright américain du numéro du People's Songs Bulletin qui contenait We Will Overcome a expiré en 1976, mais la Richmond Organization a revendiqué un droit d'auteur sur les paroles de We Shall Overcome, enregistrées en 1960. En 2017, en réponse à une action en justice contre TRO À propos d'allégations de fausses allégations de droit d'auteur, un juge américain a rendu un avis selon lequel l'œuvre enregistrée était suffisamment différente des paroles de We Will Overcome qui étaient tombées dans le domaine public en raison du non-renouvellement. En janvier 2018, la société a accepté un règlement en vertu duquel elle ne revendiquerait plus aucune revendication de droit d'auteur sur la chanson.

## Interprétations
We Shall Overcome a notamment été enregistré par Pete Seeger, Joan Baez, Frank Hamilton (en), Joe Glazer (en), Bruce Springsteen, Peter, Paul and Mary, les Mountain Men, Roger Waters des Pink Floyd...
En 2012, HK et Les Saltimbanks l'ont reprise sur l'album Les Temps modernes  et Roger Waters l’interprète de Pink Floyd[Quand ?] dans une vidéo en ligne protestant contre la politique israélienne vis-à-vis du peuple palestinien de Gaza.
En 2017, Yo-Yo Ma la reprend avec son ensemble « The Silk Road Ensemble », pour la musique du film documentaire de Ken Burns The Vietnam War.